# Гајл Гудрич
Гајл Гудрич (енгл. Gail Charles Goodrich; Лос Анђелес, Калифорнија, 23. април 1943) бивши је амерички професионални кошаркаш који је играо у НБА. 
Најпознатији је по томе што је постигао тада рекордних 42 коша за УЦЛА у шампионској утакмици НЦАА првенства 1965. против Мичигена, те по својој улози у сезони 1971/72 са Лос Анђелес лејкерсима. Током те сезоне екипа је победила још увек рекордне 33 узастопне утакмице, а такође је освојио и прво НБА првенство у франшизи од пресељења у Лос Анђелес. Гудрич је био водећи стрелац тог тима. Такође, познат је по томе што је водио УЦЛА на прва два национална првенства под легендарним тренером Џоном Вуденом, а прва у сезони 1963–64 била је савршена сезона 30–0 када је играо са саиграчем Волтом Хазаром. Године 1996, 17 година након повлачења из професионалне кошарке, Гудрич је изабран у Кошаркашку Кућу славних.